# Shreveport Rafters FC
Shreveport Rafters Futbol Club é uma agremiação esportiva da cidade de Shreveport, Louisiana. Atualmente disputa a National Premier Soccer League.

## História
O plano para montar um time de futebol profissional em Shreveport começou em 2015. A equipe foi a primeira equipe profissional da cidade. A equipe estreou na NPSL em 2016, temporada a qual não se classifica aos playoffs.